# Tone Černač
Tone Černač, slovenski gozdni delavec, član organizacije TIGR in partizan, * 8. februar 1905, Matenja vas, † 1984.
Po krajših tečajih za gozdnega delavca je opravljal različne gozdarske službe. Vojaško službo je v letih 1924−1927 opravil pri karabinjerjih, po vrnitvi domov pa kot zaveden Slovenec in odkrit nasprotnik fašizma ni mogel dobiti nobene zaposlitve. Po napadu na fašistično postojanko je 28. februarja 1928 pred aretacijo pravočasno pobegnil v Jugoslavijo in se v Ljubljani pridružil organizaciji jugoslovanskih emigrantov, katero so vodili slovenski antifašisti iz Trsta. V Ljubljani je živel samo nekaj tednov, potem pa se je več kot stokrat ilegalno vračal prek državne meje predvsem v okolico Pivke in na okupirano Primorsko prinašal orožje, prepovedano literaturo in drug ilegalni material. Černaču sta se pridružila še Danilo Zelen in Josip Kukec, oba člana organizacije TIGR. To je bila najbolj znana trojka. Skozi gozdove, vedno ponoči, je Černač z nezmotljivim čutom za pravo smer vodil svoja tovariša leto in dan, leto za letom po Krasu, po slovenski Istri, po celi Primorski. Maja 1930 sta bila Černač in Zelen v Parizu. Ko sta se vrnila domov sta zvedela za  bazoviške žrtve, ki so se skupaj z njima tri leta bojevale proti fašizmu.  Tovariša sta se takoj umaknila v javorniške gozdove. Černač je bil ostrostrelec in njegov strel ni nikdar zgrešil. Tedne in tedne sta v temnih nočeh križarila iz kraja v kraj in napadala fašiste. Černač je še nekaj let po bazoviškem dogodku vodil slovensko gverilo, nato pa se je postopoma umaknil.
Po nemškem napadu na Jugoslavijo se je pridružil partizanom. Leta 1945 je bil demobiliziran. Po osvoboditvi je še nekaj let opravljal različne funkcije v gozdnem gospodarstvu. 